# Билкове Хуменце
Билкове Хуменце (на словашки: Bílkove Humence) е село в окръг Сеница, Търнавски край, западна Словакия. Населението му е 194 души.
Разположено е на 242 m надморска височина, на 24 km югозападно от град Сеница. Площта му е 4,1 km². Кмет на селото е Растислав Немечкаи.